# Hervé Brouhon
 (août 2017).
Si vous disposez d'ouvrages ou d'articles de référence ou si vous connaissez des sites web de qualité traitant du thème abordé ici, merci de compléter l'article en donnant les références utiles à sa vérifiabilité et en les liant à la section « Notes et références ».
Hervé Brouhon (né à Etterbeek le 18 juin 1924 – mort à Anderlecht le 10 avril 1993) était un homme politique belge, membre du PS.
Brouhon était un enseignant et est devenu conseiller (1950-1993) et devient le premier bourgmestre socialiste de Bruxelles (1983-1993). Il a été membre du Parlement (1958-1985) et ministre des affaires sociales (1965-1966) pour le PSB.
Brouhon a étudié pour être enseignant à l'école normale Charles Buls à Bruxelles et en 1944 est allé travailler pour le service des enfants évacués et des orphelins de guerre de la Commission bruxelloise de l'assistance publique.
En mars 1983, Hervé Brouhon prend ses fonctions de bourgmestre de Bruxelles, succédant au bourgmestre libéral Pierre Van Halteren. 
En raison de sa mauvaise santé, Brouhon a été remplacé comme bourgmestre faisant fonction par Michel Demaret (qui lui succédera plus tard) comme bourgmestre à partir de 1992, jusqu'à sa mort un an plus tard.